# Abdul-Fatah Nasif
Abdul-Fatah Nasif (ur. 5 września 1951) – iracki piłkarz, reprezentant kraju.
Uczestnik Igrzysk Olimpijskich 1980 i 1984. W 1986 został powołany przez trenera Evaristo de Macedo na Mistrzostwa Świata 1986, gdzie reprezentacja Iraku odpadła w fazie grupowej.